# オカラ (フロリダ州)
オカラ（オゥキャラ、英: Ocala [oʊˈkælə]）は、アメリカ合衆国フロリダ州の都市。マリオン郡の郡庁所在地である。人口は6万3591人（2020年）。オカラ都市圏はマリオン郡全体に及んでいる。
オカラ周辺はケンタッキー州レキシントン、イングランドのニューマーケット、フランスのシャンティイなどと並び、世界でも有数のサラブレッドの産地である。

## 歴史
考古学的な調査によって、紀元前6500年頃には多様な文化を持つ先住民が2つの時期に分けて長らく暮らしていたことが明らかになった。
そのうちの2つ目は西暦500年頃まで続き、ティムクア族がこの地域に居住していた。
ティムクア族の主要な村や酋長の支配していた地域である、OcaleまたはOcaliと呼ばれていた場所の近くにオカラは位置していたと考えられている。現在の市名は歴史のあるこの村の名前からとられており、ティムクア語で「大きなハンモック」という意味を表すと思われる。
スペイン人の探検家エルナンド・デ・ソトが1539年に行った、現在のアメリカ合衆国南東部の遠征ではOcaleの記録が残されている。その後はスペインの記録ではOcaleについて何も述べられていない。デ・ソトの攻撃の影響で、村は放棄されたと考えられる。
18世紀末から19世紀前半にかけ、クリーク族（マスコギー）、セミノールや他のネイティブアメリカン、さらに解放あるいは逃走したアフリカ系アメリカ人がフロリダへと逃れてきた。スペインからイギリス、そして再びスペインと諸外国による植民地支配が入れ替わり、最終的には1821年にアメリカがフロリダの領域を獲得した。
フロリダ北部でセミノールとの交戦を開始して以降、アメリカ陸軍はセミノール支配地域との緩衝として、現在のオカラ付近にキング砦を建設した。セミノールはこの一帯を長期間支配しており、そこに白人の開拓者が移ってきた。砦は第2次セミノール戦争中には重要な拠点となり、後の1844年にはマリオン郡で最初の裁判所が置かれた。
現代のオカラ市は1849年に建設され、砦があった場所の周辺が開発された。オカラとその周辺を含めたグレーター・オカラ（大オカラ）は「太陽の王国（Kingdom of the Sun）」として知られていた。
プランテーションなどの農業の発展は奴隷の労働力に頼っていたが、この地域では一般的なことであった。1894年から1895年に大寒波が襲うまでは、オカラは柑橘類生産の重要な中心地であった。
1881年6月、オカラで鉄道輸送が利用できるようになり、生産地から市場へのアクセスが容易になったことで経済発展が促進された。2年後、1883年の感謝祭の日に、オカラのダウンタウンのほとんどは火災によって焼失した。
市は木材よりも煉瓦、花崗岩、鉄材等での住宅の再建を奨励した。1888年までには、オカラは「ザ・ブリック・シティ（煉瓦の街）」として全国的に知られるようになった。
1890年12月、後の人民党となる全国農民同盟・産業連合がオカラで全国大会を行った。この大会で、後に「オカラ・ディマンズ」と呼ばれる綱領が採択された。綱領には、連邦銀行を廃止し、低金利の国債発行を奨励、銀貨の自由で無制限な鋳造、鉄道の連邦政府による規制、累進的な所得税の導入、上院議員の直接選挙などの内容が含まれていた。「オカラ・ディマンズ」のうちのほとんどは人民党の綱領の一部となった。

### 20世紀、「馬の首都」としての確立
フロリダで最初のサラブレッドの牧場は1943年、カール・G・ローズによって開かれた。彼はフロリダで最初のアスファルト舗装道路建設の監督のため、1916年にインディアナから移ってきた。道路事業に行き詰まった彼は、フロリダで豊富にあった石灰岩の生産をその場しのぎで試みた。やがて彼は、石灰は良質な牧草を養い、強靭な馬を育てられると気付いた（サラブレッドの牧場の中心地であるケンタッキー州のブルーグラス地方も石灰によってもたらされた）。
1943年、ローズは州道200号線に沿った土地を1エーカーあたり10ドルで購入し、ローズメール牧場を開いた。翌年、彼が飼育していたGornilがマイアミズ・トロピカルパークでのレースで勝利し、フロリダ産まれの馬としては初めてフロリダでのレースで勝利した。
ローズの後に続いて、実業家のボニー・ヒースがサラブレッドの牧場を立ち上げ、フロリダで最初にケンタッキーダービーを制覇した馬を育てた。オカラ市内を走るハイウェイには、これら2人の名前が付けられている。ボニー・ヒース牧場は、現在・ボニー・ヒース3世と彼の妻キムによって運営されている。ローズメール牧場は遥か昔に売却され、その広い跡地は大規模小売店のパドック・モールと、カレッジ・オブ・セントラルフロリダに再開発された。
1956年、オカラ周辺のサラブレッド産業は、ニードルズがフロリダ産の馬としてはじめてケンタッキーダービーを制したことで活気づいた。1978年、マリオン郡うまれマリオン郡育ちの競走馬アファームドが三冠を勝ち取った。現在、マリオン郡には1200を超える牧場があり、世界のサラブレッド馬の中心地となっている。1200のうち900ほどがサラブレッドを飼育しており、面積は77,000エーカー（310 km2）を数える。オカラは「世界の馬の首都」としてよく知られている。
オカラは世界で5都市しかない（4都市はアメリカで、1都市がフランスにある）、商工会議所のガイドラインに「世界の馬の首都」という言葉を使うのが許可された都市の一つである。市の歳入は馬に関連した産業が中心である。約44,000人が馬の飼育、調教の他、馬に関連した様々な産業で生計を立てており、市の歳入のうち22億ドルを馬産業で稼いでいる。市のポストタイム牧場では、全米で最も規模の大きなホースショーの一つであるHorses in the Sun（HITSとも）が開催される。
馬場馬術と障害馬術のイベントは約2か月続けられ、マリオン郡に毎年6～700万ドルの経済効果をもたらす。このホースショーはテネシー・ウォーキング・ホース、パソ・フィノ、モーガン・ホース、サドルブレッド、ドラフト・ホース、アメリカン・クォーターホースなど、100を超える品種別にそれぞれ部門が分かれている特徴である。
この他にも、カウボーイシューティング、エンデュランス（耐久騎乗競技）、バレル・レース（樽回りレース）、「エクストリーム」カウボーイイベント、障害馬術のショー、トリックホースショー、パレード、ロデオのイベントなど多種多様な馬のイベントが開催される。

### 観光
近隣にはシルバー川の源流で、自噴泉であるシルバースプリングスがある。19世紀に、この泉はフロリダで初の観光地となった。現在、この地域ではグラスボートに乗るツアーでよく知られている。シルバースプリングスはフロリダ州が所有しており、2013年にはシルバースプリングス州立公園に指定された。
他にはオカラ国立森林公園、フロリダトレイルなどが近隣の自然とふれあえる見どころである。自然以外の見どころでは、ワイルドウォーターズウォーターパークなどがある。西部開拓時代をテーマにしたシックス・ガン・テリトリーは1984年に閉鎖された。

### 市の発展
20世紀最後の数十年間で、グレーター・オカラ地域はアメリカでも屈指の成長率を記録した。マリオン郡の人口は1975年に10万人以下だったのが、2000年には25万人以上に増加した。

### オカラ歴史的地域
1984年に指定されたオカラ歴史的地域には、広範囲に多くの歴史ある家屋が保存されている。イースト・フォート・キング・ストリートには多くの優れたヴィクトリアン様式の建物がある。コカ・コーラ瓶詰工場、E・C・スミス家、イースト・ホール、マリオン・ホテル、マウントザイオンA.M.E教会、リッツ・アパートメント、ユニオン・トレインの駅などの建造物はアメリカ合衆国国家歴史登録財に指定されている。
キング砦があった場所は2004年にアメリカ合衆国国定歴史建造物に指定された。

## 政治・行政
オカラは5人の評議員からなる評議員会と市長によって統治されている。原則として無党派の選挙で評議員と市長が選出される。市の憲章には、シティー・マネージャー制の形を採ると記されている。市長に残された権利は、議会を通過した法案を拒否する権利以外にほとんどない。シティ・マネージャーは、行政と財政に関わる事柄のほとんどを扱う。
市で選挙人登録をしている住民では民主党がわずかに多いものの、マリオン郡全体をみると、オカラただ一つを除いて共和党の登録者が優勢である。2008年アメリカ合衆国大統領選挙では、共和党のジョン・マケイン候補がオカラ市とマリオン郡でともに勝利し、特にマリオン郡全体では圧倒的な勝利を収めたものの、フロリダ州全体では民主党のバラク・オバマ候補に僅差で敗れた。

## 地理

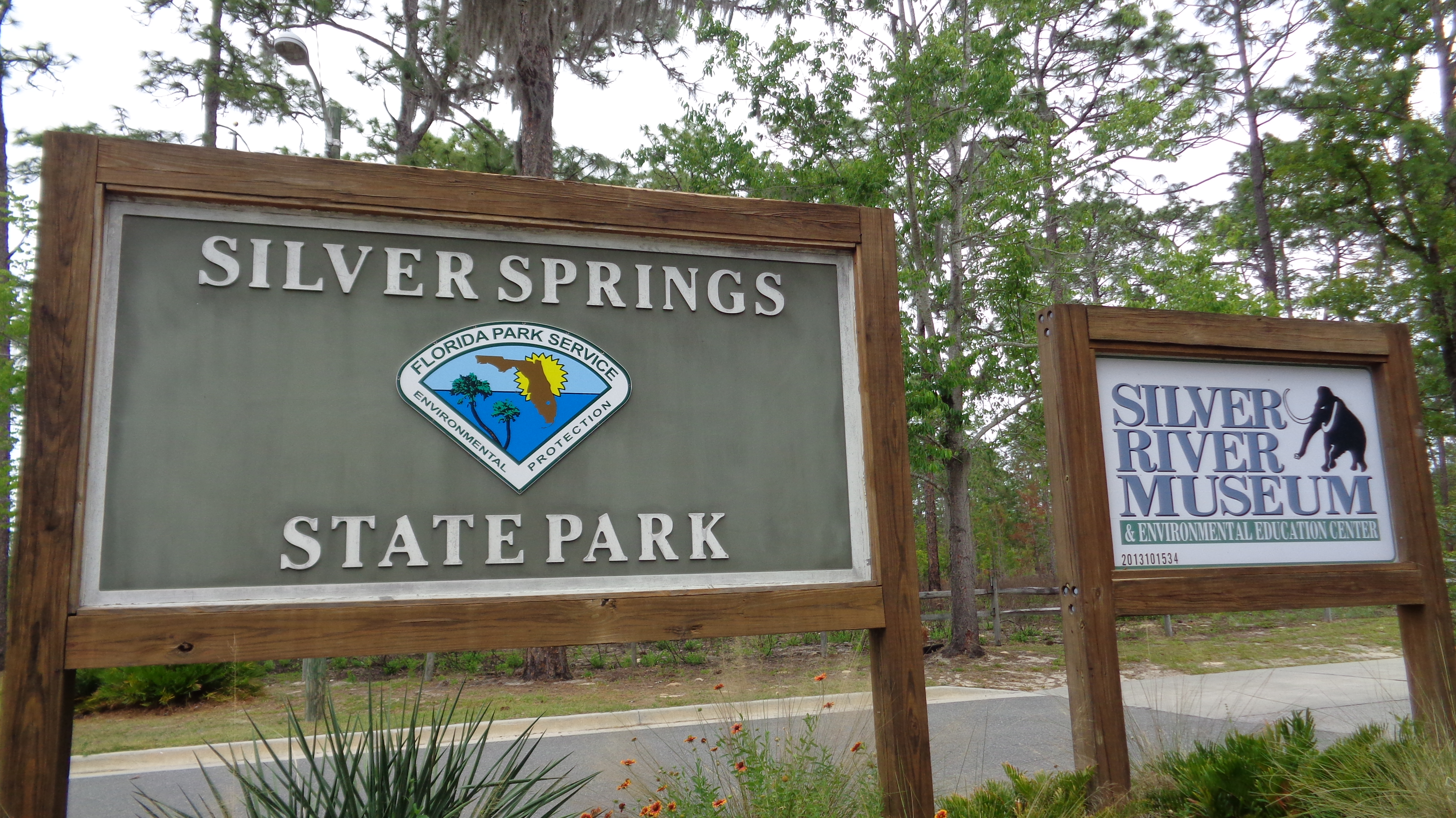
シルバースプリングス州立公園

オカラは北緯29度11分16秒 西経82度07分50秒 / 北緯29.187704度 西経82.130613度に位置している。
アメリカ合衆国国勢調査局によると、市域全面積は38.63平方マイル (100.1 km2)で、全域が陸地である。周辺の牧場はサラブレッドの生産で有名で、牧場にはケンタッキー・ブルーグラス（ナガハグサ）に似た種類の草が生えている。オカラ近隣にある、世界最大級の自噴泉であるシルバースプリングスも有名である。フロリダでも最も古くからの観光地の一つである。
全長約180㎞のオクラワハ川は中央フロリダから北へ流れ、パラトカ市の近くでセントジョンズ川へ合流する。
マリオン郡には1908年に指定され、フロリダで2番目の広さを誇るオカラ国立森林公園がある。シルバースプリングス州立公園は、州がシルバースプリングス遊園地の周辺を開発から守るために購入し、1987年にシルバーリバー州立公園として定められた。

### 気候
オカラには大きく分けて、乾季（10月～5月）と雨季（6月～9月）の2つの季節がある。乾季には太陽の光がほとんど途切れず、降雨は少ない。1月の朝の最低気温は30～49°F （0～10°C）ほどまで冷え込むが、雲がなくよく晴れて乾燥した日は70°F（約20°C）近くまで最高気温は上昇する。雨季では午後の雷雨が日常茶飯事である。雷雨は激しく降ることもあり、非公式ではあるがオカラは面積あたりの落雷が世界で最も多い都市とされている。
雨季の朝の最低気温は70～79°F（21～26°C）、日中の最高気温は90～99°F（32～37°C）まで上昇する。大西洋やメキシコ湾からはどちらも比較的離れているため海洋性の温和な気候の影響を受けず、オカラは夏にはフロリダ州内での最高気温をしばしば記録し、冬は半島内の都市の中で最も寒くなる。
| Ocala, Florida (1981–2010 normals)の気候 | Ocala, Florida (1981–2010 normals)の気候 | Ocala, Florida (1981–2010 normals)の気候 | Ocala, Florida (1981–2010 normals)の気候 | Ocala, Florida (1981–2010 normals)の気候 | Ocala, Florida (1981–2010 normals)の気候 | Ocala, Florida (1981–2010 normals)の気候 | Ocala, Florida (1981–2010 normals)の気候 | Ocala, Florida (1981–2010 normals)の気候 | Ocala, Florida (1981–2010 normals)の気候 | Ocala, Florida (1981–2010 normals)の気候 | Ocala, Florida (1981–2010 normals)の気候 | Ocala, Florida (1981–2010 normals)の気候 | Ocala, Florida (1981–2010 normals)の気候 |
| 月                                       | 1月                                      | 2月                                      | 3月                                      | 4月                                      | 5月                                      | 6月                                      | 7月                                      | 8月                                      | 9月                                      | 10月                                     | 11月                                     | 12月                                     | 年                                       |
| ---------------------------------------- | ---------------------------------------- | ---------------------------------------- | ---------------------------------------- | ---------------------------------------- | ---------------------------------------- | ---------------------------------------- | ---------------------------------------- | ---------------------------------------- | ---------------------------------------- | ---------------------------------------- | ---------------------------------------- | ---------------------------------------- | ---------------------------------------- |
| 最高気温記録 °F （°C）                   | 88 (31)                                  | 90 (32)                                  | 97 (36)                                  | 98 (37)                                  | 102 (39)                                 | 105 (41)                                 | 104 (40)                                 | 103 (39)                                 | 101 (38)                                 | 98 (37)                                  | 94 (34)                                  | 90 (32)                                  | 105 (41)                                 |
| 平均最高気温 °F （°C）                   | 71.3 (21.8)                              | 74.5 (23.6)                              | 78.9 (26.1)                              | 84.0 (28.9)                              | 89.8 (32.1)                              | 92.2 (33.4)                              | 93.2 (34)                                | 92.6 (33.7)                              | 90.5 (32.5)                              | 85.3 (29.6)                              | 78.6 (25.9)                              | 72.6 (22.6)                              | 83.6 (28.7)                              |
| 平均最低気温 °F （°C）                   | 44.8 (7.1)                               | 47.5 (8.6)                               | 51.7 (10.9)                              | 56.2 (13.4)                              | 63.2 (17.3)                              | 69.7 (20.9)                              | 71.4 (21.9)                              | 71.6 (22)                                | 69.2 (20.7)                              | 61.8 (16.6)                              | 53.5 (11.9)                              | 47.0 (8.3)                               | 59.0 (15)                                |
| 最低気温記録 °F （°C）                   | 11 (−12)                                 | 12 (−11)                                 | 23 (−5)                                  | 30 (−1)                                  | 44 (7)                                   | 48 (9)                                   | 58 (14)                                  | 60 (16)                                  | 45 (7)                                   | 32 (0)                                   | 22 (−6)                                  | 15 (−9)                                  | 11 (−12)                                 |
| 降水量 inch （mm）                       | 3.17 (80.5)                              | 3.27 (83.1)                              | 4.56 (115.8)                             | 2.40 (61)                                | 2.98 (75.7)                              | 7.42 (188.5)                             | 6.71 (170.4)                             | 6.32 (160.5)                             | 6.07 (154.2)                             | 3.03 (77)                                | 2.10 (53.3)                              | 2.57 (65.3)                              | 50.6 (1,285.2)                           |
| 平均降水日数 （≥0.01 in）                | 8.5                                      | 7.7                                      | 8.0                                      | 5.6                                      | 6.5                                      | 14.5                                     | 15.4                                     | 17.5                                     | 12.3                                     | 7.8                                      | 6.5                                      | 7.1                                      | 117.4                                    |
| 出典：NOAA (extremes 1893–present)       |                                          |                                          |                                          |                                          |                                          |                                          |                                          |                                          |                                          |                                          |                                          |                                          |                                          |

## 人口動態
以下は2000年の国勢調査による人口統計データである。
| 基礎データ - 人口: 45,943人 - 世帯数: 18,646 世帯 - 空家: 20.4% - 家族数: 11,280 家族 - 人口密度: 204.9人/km2（1,189.2人/mi2） - 住居数: 20,501 軒 - 住居密度: 492.8軒/km2（530.7 軒/mi2） 人種別人口構成 - 白人: 72.86% - アフリカン・アメリカン: 22.14% - ネイティブ・アメリカン: 0.36% - アジア人: 1.22% - 太平洋諸島系: 0.02% - その他の人種:1.81% - 混血: 1.59% - ヒスパニック・ラテン系: 5.74% | 年齢別人口構成 - 18歳未満: 23.2% - 18-24歳: 9.3% - 25-44歳: 26.2% - 45-64歳: 20.9% - 65歳以上: 20.4% - 年齢の中央値: 33歳 - 性比（女性100人あたり男性の人口） - 総人口: 89.7 - 18歳以上: 85.5 世帯と家族（対世帯数） - 18歳未満の子供がいる: 40.9% - 未婚・離婚・死別女性が世帯主: 15.9% - 非家族世帯: 39.5% - 単身世帯: 33.0% - 65歳以上の老人1人暮らし: 15.0% - 平均構成人数 - 世帯: 2.29人 - 家族: 2.91人 |

## 経済
収入と家計
| - 収入の中央値 - 世帯: 30,888 米ドル - 家族: 38,190米ドル - 性別 - 男性: 29,739米ドル - 女性: 24,367米ドル - 人口1人あたり収入: 18,021米ドル | - 貧困線以下 - 男性: 13.2% - 女性: 18.1% - 18歳以下: 28.6% - 65歳以上: 9.8% |

オカラには緊急車両の設計・生産を世界的に手掛けるエマージェンシー・ワン社の本社がある。

### 主要な雇用主
市の包括的年間財務報告書によれば、市内の雇用主トップ10は以下の通りである。
| 順位 | 雇用主                                                           | 従業員数 |
| ---- | ---------------------------------------------------------------- | -------- |
| 1    | マリオン郡立学校                                                 | 5,625    |
| 2    | モンロー地域医療センター                                         | 2,648    |
| 3    | フロリダ州                                                       | 2,600    |
| 4    | ウォルマート                                                     | 2,370    |
| 5    | オカラ地域医療センター、ウェストマリオン・コミュニティホスピタル | 1,725    |
| 6    | パブリックス                                                     | 1,488    |
| 7    | マリオン郡                                                       | 1,452    |
| 8    | AT&T                                                             | 1,000    |
| 9    | オカラ市                                                         | 994      |
| 10   | ロッキード・マーティン                                           | 929      |

### オカラ・パンプキン・ラン
オカラ・パンプキン・ラン・クラシックカー・ショーは、州間高速道路からすぐの場所にあり400エーカーの広さを持つカストロ牧場で毎年開催される。このイベントは毎年1000台以上のクラシックカーやカスタムカーが集まる、アメリカでも有数のカー・ショーで、南東部一帯から多くの見物人が集まる。このイベントが毎年地域に与える影響が大きいので、マリオン郡は10月を「オカラ・パンプキン・ランの月」として宣言した。

### テイラー・ビーン＆ウィテカー
オカラにはGNMA（ジニーメイ）債発行数第5位、売上は全米トップ10以内で、2000人の従業員を抱えていた住宅金融会社、テイラー・ビーン＆ウィテカーが以前本社を置いていた。しかし2011年に不正行為に関わる調査のため、事業を停止した
。

## 教育
オカラの公立学校はマリオン郡教育委員会によって運営されている。マリオン郡には小学校が30校、中学校が10校、公立高校が10校あり、そのうちオカラ市内にある学校を以下に示す。

### 小学校
- アンソニー小学校
- カレッジパーク小学校
- Dr.N.H.小学校
- エイス・ストリート小学校
- エバーグリーン小学校
- グリーンウェイ小学校
- ワード・ハイランズ小学校
- ワイオミナ・パーク小学校
- エメラルド・ショアズ小学校
- フェッセンデン小学校
- フォート・マッコイ小学校
- ハメット・ボーエン・ジュニア小学校
- マディソン・ストリートアカデミー・オブ・ビジュアル・パフォーミングアーツ（マグネット・スクール）
- メイプルウッド小学校
- マリオン・オークス小学校
- オーククレスト小学校
- オカラ・スプリングス小学校
- レディック・コリアー小学校
- サドルウッド小学校
- シャディ・ヒル小学校
- サウスオカラ小学校
- スパー小学校
- サンライズ小学校

### 中学校
- フォート・キング中学校
- ハワード中学校
- リバティ中学校
- ホライズン・アカデミー・アット・マリオン・オークス
- オセオラ中学校
- ノースマリオン中学校

### 高校
- フォレスト高校
- マリオン技術専門学校
- ヴァンガード高校
- ウェストポート高校
- フランシス・マリオン士官学校
- ノースマリオン高校
- レイク・ウィアー高校

### 私立学校
- アンブルサイド・スクール・オブ・オカラ
- ブレスト・トリニティ高校
- チルドレンズ・パレイスイースト＆アカデミー
- ザ・コーナーストーン・スクール
- クロスローズ・アカデミー
- グレース積み木スクール
- グレース・クリスチャンスクール
- メドウブルック・アカデミー
- モンテッソーリ・プレパラトリースクール
- ニュー・ジェネレーション・スクール
- オカラ・クリスチャン・アカデミー
- オーシャンズ高校
- プロミスランド・アカデミー
- ファースト・アセンブリー・クリスチャンスクール
- ザ・リーディング・クリニック
- リディーマー・クリスチャンスクール
- ザ・ロック・アカデミー
- ザ・スクール・オブ・キングダム
- シャイローSDAチャーチスクール
- ベルビュー・クリスチャン・アカデミー
- セントジョン・ルーテルスクール
- トリニティ・カトリック

### 大学
オカラにはフロリダ大学システムに加盟し、南部大学学校協会に認定されている、カレッジ・オブ・セントラルフロリダのキャンパスがある。この大学では経営学、組織経営管理学、幼児教育学、看護学など75以上の専攻がある。また、馬に関する研究、アグリビジネス、兵站学などの特殊な教育課程も提供している 。他にも、高等教育委員会によって高等教育機関として認定されたラスムッセン・カレッジの24のキャンパスのうち1つがある。ウェブスター大学のオカラ・メトロポリタン・キャンパスでは、経営学とカウンセリングの大学院教育課程が地域的に認められている。

### 図書館
マリオン郡公立図書館システムが運営している8館の図書館のうち、以下の3館がオカラ市内にある。
- フリーダム公立図書館
- マリオン・オークス公立図書館
- オカラ公立図書館 - マリオン郡公立図書館システムの本部がある。

## オール・アメリカ・シティ
1995年にオカラはオール・アメリカ・シティ賞を受賞した。

## 姉妹都市
オカラは以下の2都市と姉妹都市を提携している。
- アイルランド：キルデア県ニューブリッジ（2008年）
- イタリア：ピサ サン・ロッソーレ（2004年）

## 交通

### 主要な道路
オカラ市内には州間高速道路75号線、国道27号線、国道301号線、国道441号線等の主要なハイウェイが通っている。オカラにはかつてディギシー・ハイウェイの西側区間が通っていた。
- 州間高速道路75号線 - 市の西端部を南北に通っている。350番出口で州道200号線と、352番出口で国道27号線とそれぞれ接続する。
- 国道27号線 - オカラ市内を北西から南東へ通過する。州道492号線（ノースウェスト10番ストリート）との交差点までは国道301号線、国道441号線と重複している。ノースウェスト10番ストリートで直角に曲がり、北西のウィリストン、ペリー、タラハシー、そしてさらに先へと続いている。
- 国道301号線、国道441号線 - オカラ市内を南北に通る、地域の中心となる道路である。市内の全区間で2つの道路が重複している。
- 州道492号線 - 市内を東西に走る道路である。国道27号線と国道301号線、国道441号線が合流する交差点から東へ向かい、シルバースプリングスの周辺へと至る。
- 州道40号線 - オカラ市内を東西に通っている。レインボー・レイクス・エステイツからオカラ国立森林公園を通り抜け、ボルーシャ郡のオーモンドビーチへと向かう。
- 州道464号線 - 州道200号線との交差点から東へ向い、市の南東部を通過する。市外に出てからは州道35号線と交差し、郡道464号線に接続する。
- 州道200号線 - 市を北から南西へと通っている。南西方向へは、国道27号線、301号線、441号線の重複区間からシトラス郡ヘルナンドへと至る。オカラから北はキャラハン市まで国道301号線と重複しているため.「隠れた州道」となっている。さらに、そこから終点のフェルナンディナビーチまでは州道A1A号線と重複している。

### その他の交通
オカラ国際空港は地域の一般航空サービスを担っている。オカラ・サントランは市のバス輸送サービスを提供している。サントランのターミナルの一つであるオカラ・ユニオン・ステーションには2004年11月からアムトラックが運行している。アムトラックはジャクソンビル、レイクランドを結ぶバス路線を運行している。また、オカラにはグレイハウンドの路線も通っている。

## 著名な人物
- アントニオ・アレン - NFL選手
- エリザベス・アシュリー - 女優
- ヘイヴン・デニー - フィギュアスケート（ペア）選手
- ドリー・ファンク・ジュニア - プロレスラー
- トロイ・グロース - MLB選手
- パトリック・オニール - 俳優
- ジョン・トラボルタ - 俳優

### 音楽グループ
- ア・デイ・トゥ・リメンバー - ロックバンド
- アンダーオース - メタルコア/ポスト・ハードコアバンド

## 芸術
- オカラ・シンフォニー・オーケストラ
- オカラ市民劇場
- オカラ野外彫刻コンペティション
- 第1金曜日アートウォーク

ウェスト・ポート高校では芸術に関連したマグネット・プログラムであるMCCA（マリオン郡芸術センター）を実施しており、生徒の芸術教育に焦点を当てている。このプログラムはフロリダでもよく知られた芸術のマグネット・プログラムとなっている。